# Буря (Севастополь)
Буря, Селище Буря (крим. Burâ) — віддалена частина міста Севастополя, в Балаклавському районі.
З 7 вересня 2023 року місцевість передана до Бахчисарайського району Автономної Республіки Крим, однак, вона досі не має статусу окремого населеного пункту.
Поява селища пов'язана з військовим Об'єктом «Буря», і з'явилося як військове містечко для особового складу дивізіону.
У селищі розташовувався 26-й морський радіотехнічний загін особливого призначення Військово-морських сил України — в/ч А4368. Ця частина у лютому-березні 2014 року була захоплена російськими військовими.